# Фрідріх Вільгельм Бессель
Фрідріх Вільгельм Бессель (нім. Friedrich Wilhelm Bessel; 22 липня 1784, Мінден — 17 березня 1846, Кенігсберг) — німецький астроном, математик і геодезист, член Берлінської АН (1812), іноземний почесний член Петербурзької академії наук (1814).

## Життєпис
Народився в місті Мінден у багатодітній сім'ї дрібного чиновника. У юності був астрономом-аматором. Ґрунтовно займався самоосвітою. 1804 року самостійно обчислив орбіту комети Галлея, чим заслужив похвалу Р. В. Ольберса. 1806 року став асистентом приватної обсерваторії І. І. Шретера в Лілієнталі. 1810 року його було запрошено до Кенігсберга для організації нової обсерваторії, директором якої він працював до останніх років свого життя.
Бессель є одним з основоположників астрометрії. Розробив теорію інструментальних похибок й послідовно втілював у життя ідею про необхідність вносити відповідні виправлення до результатів спостережень. Під час обробки результатів спостережень широко застосовував різні математичні методи, зокрема використовував результати теорії ймовірностей та метод найменших квадратів. Антон Паннекук вважає, що Бессель встановив новий, вищий стандарт як для конструкторів астрономічних інструментів, так і для роботи самих астрономів. Удосконалені Бесселем методи редукції астрономічних спостережень описані ним у праці «Кенігсберзькі таблиці» (1830).
Перша значна робота Бесселя — переробка спостережень положень зірок відомого каталогу Бредлі, складеного в 1740—1750-х роках. Результати цієї роботи було узагальнено в опублікованій 1818 року праці «Основи астрономії», у якій, окрім каталогу 3200 зір, наведено здобуті Бесселем значення сталих рефракції, прецесії та нутації набагато точніші, ніж попередні значення цих величин.
Бессель був одним із найвизначніших астрономів-спостерігачів. У 1821—1833 на встановленому ним меридіанному крузі Рейхенбаха він провів спостереження понад 75 000 зір (у смузі від +47° до −16° за схиленням). Протягом декількох років спостерігав на меридіанному крузі яскраві зорі Сіріус та Проціон. 1844 року встановив, що рух цих зір відбувається не прямою, а хвилястою лінією. Припустив, що в кожної з цих зір є невидимий супутник, іншими словами — це системи з двох тіл, що обертаються навколо загального центру тяжіння. Ці припущення було підтверджено: 1862 року А. Кларком, якому вдалося безпосередньо спостерігати супутник Сіріуса, та 1896 року — Дж. Шеберле, який виявив супутник Проціона. 1838 року, проаналізувавши власні спостереження подвійної зірки 61 Лебедя на геліометрі Фраунгофера, Бессель визначив її паралакс, який дорівнював 0,37" (1840 року отримав точніше значення — 0,35"). Майже одночасно з Бесселем (1839) Т. Гендерсон в обсерваторії на мисі Доброї Надії виміряв паралакс α Центавра — 0,91", а В. Я. Струве в Дерптській обсерваторії визначив (1839) паралакс Веги (α Ліри) — 0,26". Ці роботи були першими успішними вимірами паралаксів після багатовікових спроб астрономів визначити відстані до зірок.
Бессель запропонував визначати календарний (тропічний) рік так, щоб він починався в однаковий фізичний момент для всієї Землі, коли пряме піднесення середнього екваторіального Сонця становить 18h 40m (Бесселів фіктивний рік).
У галузі геодезії Бессель відомий класичними визначеннями довжини секундного маятника й винаходом базисного приладу. У 1831—1841 спільно з Йоганном Баєром він виконав тріангуляцію в Східній Пруссії й на підставі десяти найкращих вимірювань довжини градуса меридіана визначив елементи земного еліпсоїда, названого Бесселевим, який застосовувався в геодезії близько ста років.
У математиці ім'ям Бесселя названо сімейство функцій, що виникає під час розв'язання рівнянь Лапласа та Гельмгольца (у циліндричних або сферичних координатах), а також нерівність у теорії рядів Фур'є.
На честь астронома названо астероїд та кратер на Місяці.